# Dicranomyia (Dicranomyia) neabjuncta
Dicranomyia (Dicranomyia) neabjuncta is een tweevleugelige uit de familie steltmuggen (Limoniidae). De soort komt voor in het Oriëntaals gebied.